# Distretto di Locumba
Il distretto di Locumba è un distretto del Perù, facente parte della provincia di Jorge Basadre, nella regione di Tacna.